# Mieczysław Ujec
Mieczysław Ujec (ur. 4 kwietnia 1924 w Bobrownikach, zm. 19 sierpnia 2016 we Wrocławiu) – polski lekarz ginekolog, profesor Akademii Medycznej we Wrocławiu.

## Życiorys
Urodzony w Bobrownikach na Górnym Śląsku. W 1951 ukończył Akademię Medyczną we Wrocławiu, w 1958 r. uzyskał pierwszy stopień specjalizacji w dziedzinie położnictwa i ginekologii, a w cztery lata później drugi stopień. Doktoryzował się w 1964 r., w 1970 uzyskał habilitację, trzynaście lat później został profesorem nadzwyczajnym, a w 1990 profesorem zwyczajnym.
W latach 1975–1982 kierownik Klinika Ginekologii Zachowawczej Akademii Medycznej we Wrocławiu, następnie po jej reorganizacji do 1994 roku kierownik II Kliniki Ginekologii. Dziekan Wydziału Lekarskiego AM we Wrocławiu w latach 1981–1984.
Odznaczony m.in. Krzyżem Kawalerskim Orderu Odrodzenia Polski, Złotym Krzyżem Zasługi, Medalem Komisji Edukacji Narodowej, odznaką „Zasłużony Nauczyciel PRL”, odznaką honorową „Za wzorową pracę w służbie zdrowia” i medalem „Gloria Medicinae”.
Zmarł 19 sierpnia 2016 roku we Wrocławiu i został pochowany na cmentarzu św. Wawrzyńca we Wrocławiu.

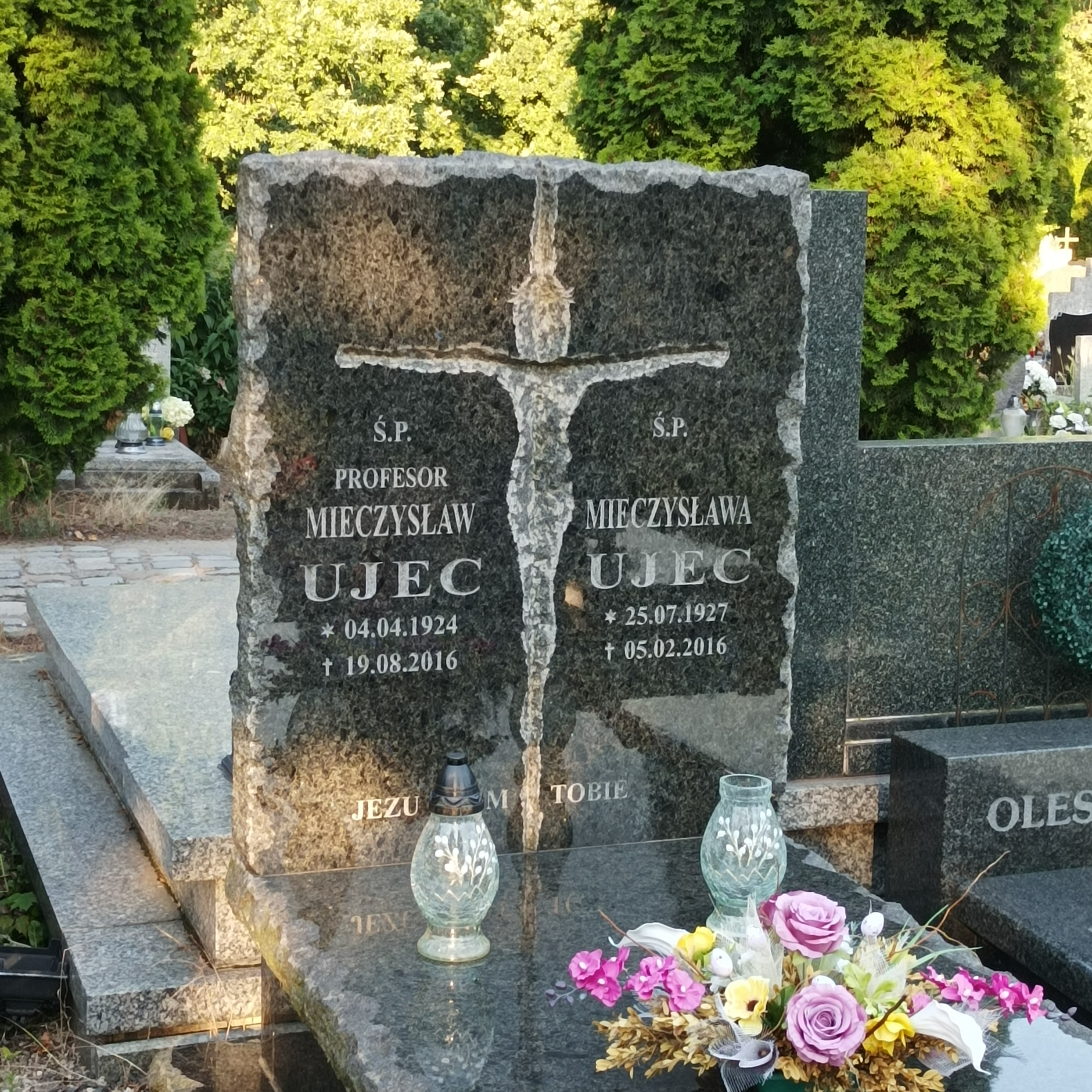
Grób prof. Mieczysława Ujca na cmentarzu św. Wawrzyńca we Wrocławiu